# Orso (prénom)
 (juillet 2018).
Si vous disposez d'ouvrages ou d'articles de référence ou si vous connaissez des sites web de qualité traitant du thème abordé ici, merci de compléter l'article en donnant les références utiles à sa vérifiabilité et en les liant à la section « Notes et références ».
Pour les articles homonymes, voir Orso.
Cette page présente le prénom Orso ainsi que ses variantes.
Orso est un prénom italien (du latin Ursus, d'après ursus « ours »). Il est également répandu en Corse, bien que la forme traditionnelle corse soit Orsu, -u étant l'équivalent du -o italien.
Son usage est censé protéger les enfants ainsi nommés du « mauvais œil ». Il est tombé en désuétude au cours de la seconde moitié du XXe siècle.
Saint Ursus (Orso, Ours) d'Aoste est un évêque italien du VIe siècle. On le fête le 1er février et le 17 juin dans certains pays. La cathédrale d'Aoste lui est dédiée. Il évangélisa la région du Digne. Opposant à l'arianisme il fut nommé évêque d'Aoste contre l'évêque arien.

## Personnes portant ce prénom
- Orso Ipato
- Orso Ier Participazio
- Orso II Participazio
- Orso Miret (1964 - ), réalisateur et scénariste français